# Dmitrij Aliev
Dmitrij Sergeevič Aliev (in russo Дмитрий Сергеевич Алиев?; Uchta, 1º giugno 1999) è un pattinatore artistico su ghiaccio russo.È campione europeo dopo avere vinto i campionati continentali 2020, e medaglia d'argento ai Campionati europei di pattinaggio di figura 2018; vanta inoltre un titolo nazionale russo conquistato nel 2020. È inoltre medaglia d'argento ai Campionati mondiali juniores 2017, medaglia d'oro alla finale di Grand Prix juniores nella stagione 2016-2017, medaglia di bronzo e d'oro ai Giochi olimpici giovanili invernali del 2016 (la prima per il singolo maschile, la seconda per il team event) e due volte campione nazionale russo nella categoria juniores.

## Biografia
Dmitrij Sergeevič Aliev è nato il 1º giugno 1999 a Uchta, nella Repubblica dei Komi, in Russia. Ha origini azerbaigiane da parte di padre. Aliev proviene da una famiglia di atleti: sua madre, Elena, è una sciatrice, mentre suo padre, Sergey, anche lui un tempo sciatore professionista, è attualmente il direttore di una scuola sportiva per bambini e ragazzi, la più famosa di Uchta; per questa ragione, per anni Aliev ha praticato sia lo sci che il pattinaggio di figura. Nel 2013, dopo aver preso la decisione di dedicarsi unicamente al pattinaggio, si è trasferito a San Pietroburgo, dove è attualmente allenato da Evgeni Rukavicin.
Nel settembre del 2022 Aliev è stato convocato dal commissariato militare per una potenziale chiamata alla leva nelle Forze Armate Russe in seguito alla mobilitazione russa in Ucraina.

## Carriera

### Stagione 2014-2015
Aliev ha debuttato a livello internazionale durante la stagione 2014-15; nel 2015 si è piazzato terzo ai campionati russi juniores e ha inoltre vinto la medaglia di bronzo al Festival olimpico della gioventù europea.

### Stagione 2015-2016
Raggiunge la Finale Grand Prix juniores 2015-16, arrivando secondo dietro lo statunitense Nathan Chen.
Partecipa alle Olimpiadi giovanili di Lillehammer 2016 vincendo complessivamente due medaglie, il bronzo nel singolo e l'oro nella gara a squadre.

### Stagione 2016-2017
Continua la sua serie di vittorie conquistando la Finale Grand Prix juniores 2016-17, in seguito giunge pure secondo ai Mondiali juniores di Taipei 2017.

### Stagione 2017-2018
Nel gennaio 2018 prende parte ai suoi primi campionati europei da senior aggiudicandosi la medaglia d'argento, dietro il pluricampione Javier Fernández, e relegando al terzo posto il connazionale Michail Koljada. Il mese dopo prende parte alle Olimpiadi di Pyeongchang, insieme allo stesso Koljada, classificandosi settimo. Conferma il settimo posto anche ai Mondiali di Milano 2018.

### Stagione 2018-2019
Aliev apre la stagione con un argento al Lombardia Trophy. Gareggia poi al Finlandia Trophy, dove arriva quinto. Nel circuito Grand Prix partecipa all'NHK Trophy e all'Internationaux de France, classificandosi rispettivamente quinto e quarto: questi risultati non gli permettono di accedere alla finale. Ai Campionati russi Aliev riesce ad ottenere il quinto posto, nonostante i diversi errori sui salti nel programma corto.
Aliev successivamente prende parte alla finale della Russian Cup, sperando di qualificarsi per entrare nella squadra russa dei Mondiali 2019, ma arriva nono. I fallimenti di questa stagione sono attribuiti dal pattinatore alla stanchezza causata dalla precedente stagione olimpica.

### Stagione 2019-2020
Aliev inizia la stagione vincendo l'argento al Lombardia Trophy e l'oro al Nepela Trophy. In entrambe le competizioni totalizza nuovi record personali nel corto, libero e combinato.

Alla sua prima tappa del Grand Prix, Aliev conquista la medaglia di bronzo. Nella seconda tappa del circuito, la Rostelecom Cup, Aliev dimostra grandi abilità e non ottiene l'oro per un soffio: l'argento sommato ai buoni risultati della gara precedente gli permettono di accedere alla finale per la prima volta. Purtroppo però, dopo aver incontrato difficoltà sia nel programma corto che nel libero, Aliev si classifica ultimo nella competizione. Nonostante questo, poco dopo l'atleta riesce a conquistare per la prima volta il titolo nazionale ai Campionati russi.

Ai Campionati europei, Aliev arriva secondo nel programma corto con 88,45 punti, nonostante due salti fossero sottoruotati. Nel programma libero, Aliev sbaglia sul primo salto, un quadruplo lutz, ma prosegue e pattina pulito il resto del programma. Ciò lo porta a stabilire un nuovo record personale di 184,44, superando il precedente di 15 punti. Con un totale di 272,89 punti, Aliev diventa il primo campione europeo russo dopo Evgenij Pljuščenko nel 2012.

Aliev doveva competere anche ai Mondiali a Montreal, che però vengono cancellati a causa dello scoppio della pandemia.

### Stagione 2020-2021
Aliev non partecipa ai test skates annuali russi perché si trova in Germania, per ricevere cure in seguito a un infortunio alla schiena. Prende parte al circuito domestico Russian Cup, vincendo il bronzo alla terza tappa a Sochi.

A causa della pandemia e delle conseguenti restrizioni imposte ai viaggi internazionali, l'ISU sceglie di organizzare il Grand Prix assegnando i pattinatori alle tappe a loro più vicine. Aliev prende quindi parte alla Rostelecom Cup dove, dopo due pattinate difficili e diversi errori, si piazza quinto.

Il 3 dicembre viene annunciato il ritiro di Aliev dalla quinta tappa della Russian Cup, in quanto l'atleta ha contratto il COVID-19. Per la stessa ragione è costretto anche a rinunciare ai Campionati russi. Risulta subito chiaro che la ripresa della capacità polmonare sarà lunga e difficile.

A seguito della cancellazione dei Campionati europei, la Russia decide di organizzare un evento televisivo a squadre, il Channel One Trophy. Aliev viene scelto per partecipare come membro della squadra "Red Machine", capitanata da Alina Zagitova. Nonostante le prestazioni non proprio brillanti dell'atleta, che si piazza quarto nel programma corto e quinto nel programma libero, la squadra Red Machine si aggiudica il trofeo dell'evento.

Aliev prende parte all'ultima tappa della Russian Cup: arriva nono nel programma corto, dopo aver sbagliato diversi salti, e primo nel programma libero, concludendo complessivamente la gara al terzo posto. Non viene scelto per rappresentare la Russia ai Mondiali.

### Stagione 2021-2022
Aliev apre la stagione al Finlandia Trophy, dove ottiene la medaglia di bronzo. La settimana successiva compete al Budapest Trophy, vincendo la medaglia d'argento. La sua prima tappa del circuito Grand Prix doveva essere la Cup of China, ma in seguito alla sua cancellazione Aliev viene riassegnato al Gran Premio d'Italia a Torino, dove si piazza nono. Arriva quinto all'Internationaux de France, seconda tappa del circuito. Aliev incontra difficoltà anche ai campionati nazionali russi, dove si classifica nono.

In seguito all'invasione russa dell'Ucraina, gli atleti russi e bielorussi vengono esclusi da tutte le competizioni ufficiali ISU, impedendo la partecipazione a partire dai Mondiali 2022 e chiudendo quindi precocemente la stagione anche per Aliev.

## Programmi
| Stagione  | Programma corto                                                                                | Programma libero | Esibizione |
| --------- | ---------------------------------------------------------------------------------------------- | --- | --- |
| 2022-2023 | - I Will Always Love You di Dolly Parton eseguito da Chase Holfelder                           | - What a Wonderful World di Bob Thiele e George David Weiss eseguito da Bruno Pelletier - Prologue di The 7 Fingers                                                                      | |
| 2021-2022 | - Pilgrims On A Long Journey di Cœur de Pirate                                                 | - And The Waltz Goes On di Anthony Hopkins eseguito da André Rieu | |
| 2020-2021 | - Valzer (dal balletto Masquerade) di Aram Il'ič Chačaturjan                                   | - L'immensità di Johnny Dorelli eseguito da Il Volo | - Please Be Softer di Aleksej Vorob'ëv                                                                                       |
| 2019-2020 | - Je dors sur des roses (da Mozart, l'Opéra Rock) eseguito da Mikelangelo Loconte              | - The Sound of Silence di Simon & Garfunkel eseguito da Disturbed | - Always In My Head dei Coldplay - They Beat Us, But We Fly di Andrey Ktitarev e Jahan Pollyyeva eseguito da Nargiz Zakirova |
| 2018-2019 | - Modigliani Suite (dal film I colori dell'anima) di Guy Farley - Midnight Blues di Gary Moore | - Clouds, The Mind on the (Re)Wind di Ezio Bosso | - Return To The Cabin di Harry Gregson-Williams - Fly (dal film Ice) eseguito da Anton Belyaev                               |
| 2017-2018 | - Masquerade Waltz di Aram Il'ič Chačaturjan                                                   | - To Build a Home di The Cinematic Orchestra - Little Miss Sunshine (dal film Little Miss Sunshine) di Mychael Danner & DeVotchKa                                                        | - Pray for Parents dalla serie tv The Voice                                                                                  |
| 2016-2017 | - Oblivion di Astor Piazzolla                                                                  | - Broken Vow eseguito da Josh Groban - The Man in the Iron Mask (dal film La Maschera di Ferro) di Nick Glennie-Smith                                                                    | - With my stallion at night, I shall leave for the fields Canzone popolare russa                                             |
| 2015-2016 | - Nothing the Same di Gary Moore                                                               | - Notre-Dame de Paris (dallo spettacolo Notre-Dame de Paris) di Riccardo Cocciante - Le Temps des Cathédrales eseguito da Bruno Pelletier - Tu vas me détruire eseguito da Daniel Lavoie | |
| 2014-2015 | - Cowboy di ?                                                                                  | - Escalier - Derap di Hugues Le Bars | |

## Palmarès

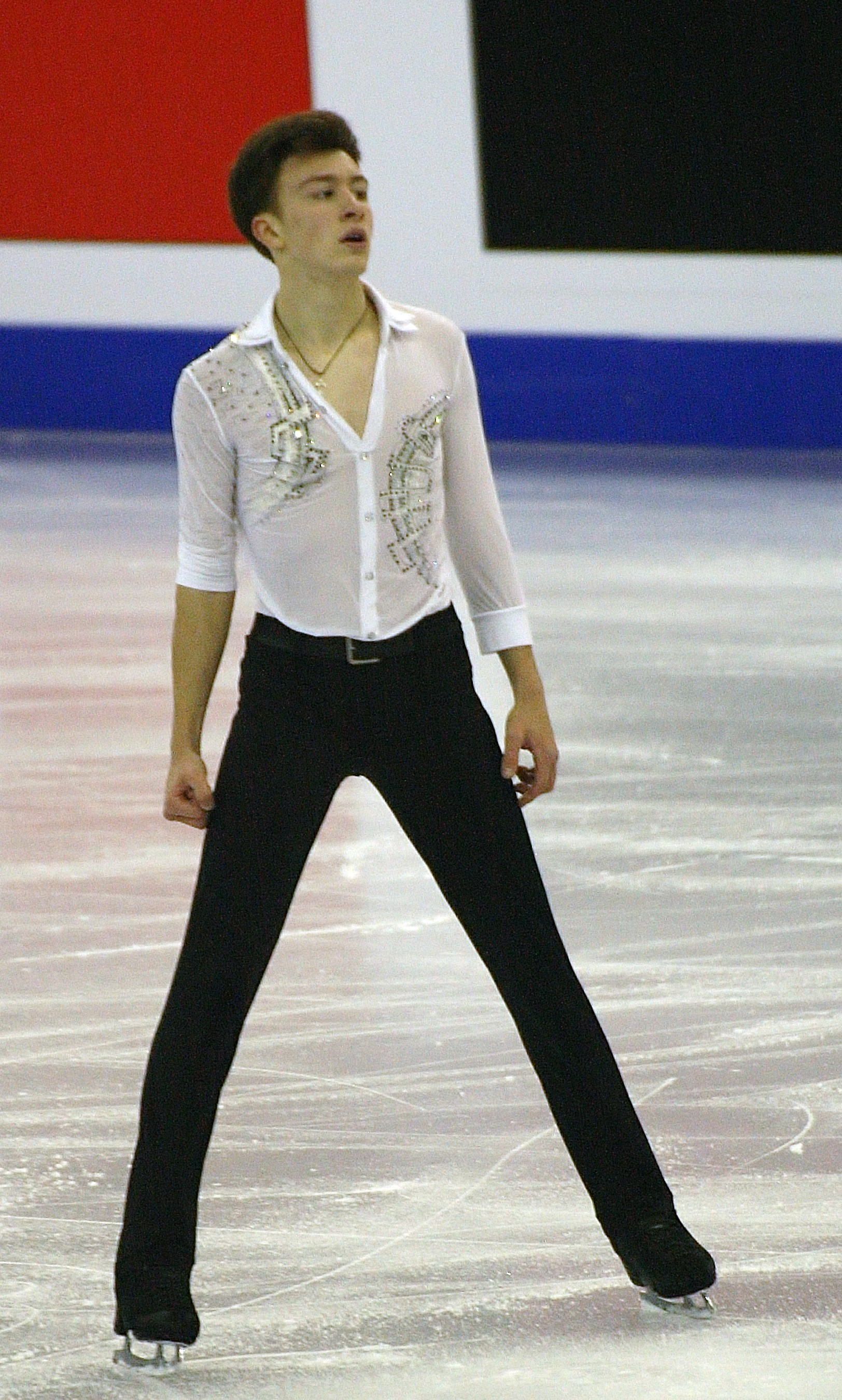
Dmitrij Aliev durante la Finale Grand Prix juniores 2015-16

| Giochi olimpici |     |             |    | 7º |    |    |    |    |    |    |    |
| Campionati mondiali |     |             |    | 7º |    | C  |    |    |    |    |    |
| Campionati europei |     |             |    | 2º |    | 1º |    |    |    |    |    |
| GP Finale |     |             |    |    |    | 6º |    |    |    |    |    |
| GP Cup of China |     |             |    |    |    |    |    | C  |    |    |    |
| GP Internationaux de France |     |             |    |    | 4º |    |    | 5° |    |    |    |
| GP d'Italia |     |             |    |    |    |    |    | 9° |    |    |    |
| GP NHK Trophy |     |             |    | 8º | 5º |    |    |    |    |    |    |
| GP Rostelecom Cup |     |             |    | 6º |    | 2º | 5° |    |    |    |    |
| GP Skate America |     |             |    |    |    | 3º |    |    |    |    |    |
| CS Finlandia Trophy |     |             |    |    | 5º |    |    | 3º |    |    |    |
| CS Golden Spin | 10º |             |    |    |    |    |    |    |    |    |    |
| CS Lombardia Trophy |     |             |    |    | 2º | 2º |    |    |    |    |    |
| CS Ondrej Nepela Trophy |     |             |    | R  |    | 1º |    |    |    |    |    |
| CS Nebelhorn Trophy |     |             |    |    |    |    |    | R  |    |    |    |
| CS Tallinn Trophy |     | 2º          |    | 1º |    |    |    |    |    |    |    |
| CS Warsaw Cup |     |             | 2º |    |    |    |    |    |    |    |    |
| Budapest Trophy |     |             |    |    |    |    |    | 2º |    |    |    |
| Coppa Internazionale di Nizza |     | 3º          |    |    |    |    |    |    |    |    |    |
| Internazionali: categoria Junior |     |             |    |    |    |    |    |    |    |    |    |
| Giochi olimpici giovanili |     | 3º          |    |    |    |    |    |    |    |    |    |
| Campionati mondiali |     | 6º          | 2º |    |    |    |    |    |    |    |    |
| EYOF | 3º  |             |    |    |    |    |    |    |    |    |    |
| JGP Finale |     | 2º          | 1º |    |    |    |    |    |    |    |    |
| JGP Austria |     | 1º          |    |    |    |    |    |    |    |    |    |
| JGP Giappone | 3º  |             |    |    |    |    |    |    |    |    |    |
| JGP Lettonia |     | 1º          |    |    |    |    |    |    |    |    |    |
| JGP Repubblica Ceca |     |             | 1º |    |    |    |    |    |    |    |    |
| JGP Slovenia | 3º  |             | 4º |    |    |    |    |    |    |    |    |
| Ice Challenge | 1º  |             |    |    |    |    |    |    |    |    |    |
| Volvo Open Cup | 1º  |             |    |    |    |    |    |    |    |    |    |
| Nazionali |     |             |    |    |    |    |    |    |    |    |    |
| Campionati russi | 10º | 6º          | 5º | 3º | 5º | 1º | R  | 9° | 4º | 4º | 9º |
| Campionati russi juniores | 3º  | 1º          | 1º |    |    |    |    |    |    |    |    |
| Rostelecom Cup |     |             |    |    | 9º |    | 3º | 4º |    |    |    |
| GPR Golden Skate |     |             |    |    |    |    |    |    | 1º | 6º |    |
| GPR Idel |     |             |    |    |    |    |    |    | 1º |    |    |
| Eventi a squadre |     |             |    |    |    |    |    |    |    |    |    |
| Giochi olimpici giovanili |     | 1º S (2º P) |    |    |    |    |    |    |    |    |    |
| GP = Grand Prix; CS = Challenger Series; JGP = Junior Grand Prix; R = Ritirato; C = Evento cancellato; S = risultato della squadra; P = risultato personale |     |             |    |    |    |    |    |    |    |    |    |